# Additor (spiritisme)
L'additor est un instrument paranormal censé établir une communication avec des « esprits » de l'au-delà. Assez proche du Ouija dans son mode de fonctionnement, il fait partie des instruments de psychographie indirecte.
Il n'est plus commercialisé de nos jours et il ne semble pas que les scientifiques s'y soit intéressés d'une quelconque manière.
Le terme « additor » pourrait venir du latin et signifier « additionneur » dans le sens de faire une addition, d'ajouter « additio », de joindre « addo »

## Description
L'additor se présente sous la forme d'une règle droite d'une quarantaine de centimètres environ, où sont inscrit des lettres et des chiffres devant lesquels se déplace un curseur dans une rainure. Le médium doit simplement poser ses doigts sur ce curseur et attendre qu'un supposé « esprit » se manifeste en prenant le contrôle moteur de son bras, puis en déplaçant le curseur devant les caractères alphanumériques qu'il aurait choisi afin de composer des phrases, qu'un assistant recopie sur une feuille à côté.

## Personnalités utilisant l'additor

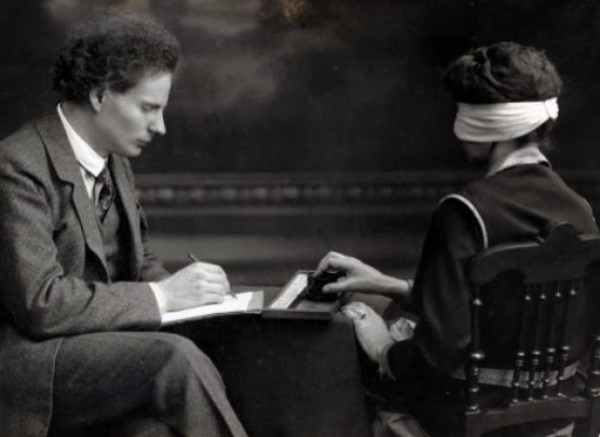
Florizel et Grace Von Reuter utilisant un additor lors d'une séance de spiritisme en 1926.

L'additor fut utilisé par le violoniste et compositeur américain Florizel Von Reuter, assisté par sa mère qui était médium, dans les années 1920. Mme Grace Von Reuter l'utilisait, parfois les yeux bandés, en posant ses doigts sur le curseur qui se déplaçait à grande vitesse sous l'influence supposée des « esprits », pendant que son fils Florizel notait les lettres ainsi obtenues. C'était souvent des messages de Xénoglossie qui avaient parfois la particularité d'être dictés en sens inverse de la lecture normale (la première lettre obtenue était en réalité la dernière de la phrase, la deuxième lettre correspondait à l'avant dernière, etc.) et ces messages répondaient à des questions posées par des personnes invitées à la séance. Parmi les messages reçus dans des langues étrangères ignorées des deux médiums, on retrouvait une quinzaine de langues diverses (la transcription était latinisée) dont le russe, le magyar, le norvégien, le polonais, le hollandais, le lituanien, l’irlandais, le persan, l’arabe et le turc. Florizel Von Reuter a écrit plusieurs livres relatant tout ceci, malheureusement non traduits en français. En voici un passage où il cite l'additor :
« Voici les mots magyars écrits par l'additor : « Erti amit mondok Magyarul. Nem tesz semmit szeretek itt lenni orvendek ». Lorsque la traduction nous est parvenue, nous avons appris que le texte disait : « Je me rends compte qu'aucun de vous ne connaît le magyar, mais peu importe. Je suis quand même très heureux de me trouver avec vous. »... L'apparition du latin avait déjà réalisé une brèche dans mon scepticisme, mais comme ma mère avait appris à l'école un peu de latin, il y avait toujours la possibilité que ces phrases latines soient restées latentes dans le mystérieux dépôt du subconscient, auquel la science attribue des prodiges si stupéfiant. Mais, voilà qu'avec l'apparition de la langue hongroise, l'hypothèse du subconscient était frappée d'un coup violent, qu'il ne pouvait être paré d'aucune manière. Ni ma mère, ni moi, n'avions jamais eu de rapports avec la langue hongroise. »
Avec google traduction, « Erti amit mondok Magyarul. Nem tesz semmit szeretek itt lenni orvendek » donne plutôt :
« Il comprend ce que je dis en hongrois ?... Ça ne sert à rien ... j'aime être là, ma chérie ! »
Donnant l'impression que le supposé Esprit hongrois s'adresserait à une tierce personne invisible avant de communiquer avec Grace Von Reuter. Mais la simplicité des phrases et la faiblesse du vocabulaire, une centaine de mots tout au plus, employés dans les cas de xénoglossie, sont régulièrement considérés comme des preuves insuffisamment solides par la communauté scientifique, notamment les linguistes,. Tout ceci alimentant les arguments des « pro » et « anti » spiritisme.

## Commercialisation de l'additor
Il semblerait que l'additor fut commercialisé vers le début du XXe siècle et fut en concurrence avec la « planchette de Boston » et la « planche Ouija » (qui seule a survécu jusqu'à aujourd'hui) comme tend à le démontrer ces encarts publicitaires tirés de journaux et magazines d'époque.

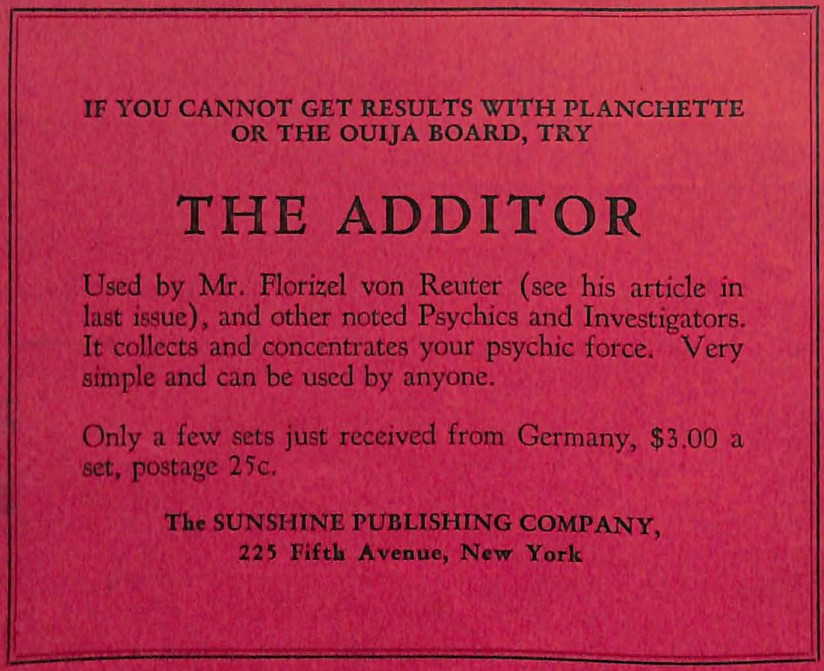
Publicité tirée d'un magazine d'époque : « Si vous n'avez pas de résultat avec « la planchette » ou « la planche Ouija » essayez l'additor, utilisé par Florizel Von Reuter »
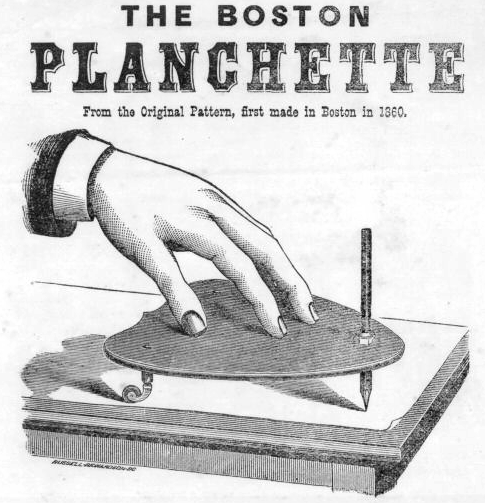
Affiche publicitaire pour la « planchette de Boston » datant de 1860.
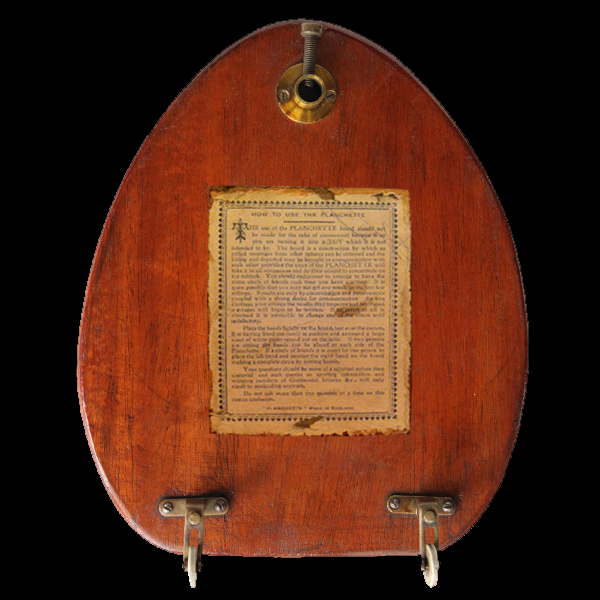
« Planchette » vue du dessous pour la psychographie indirecte, datant de 1860.
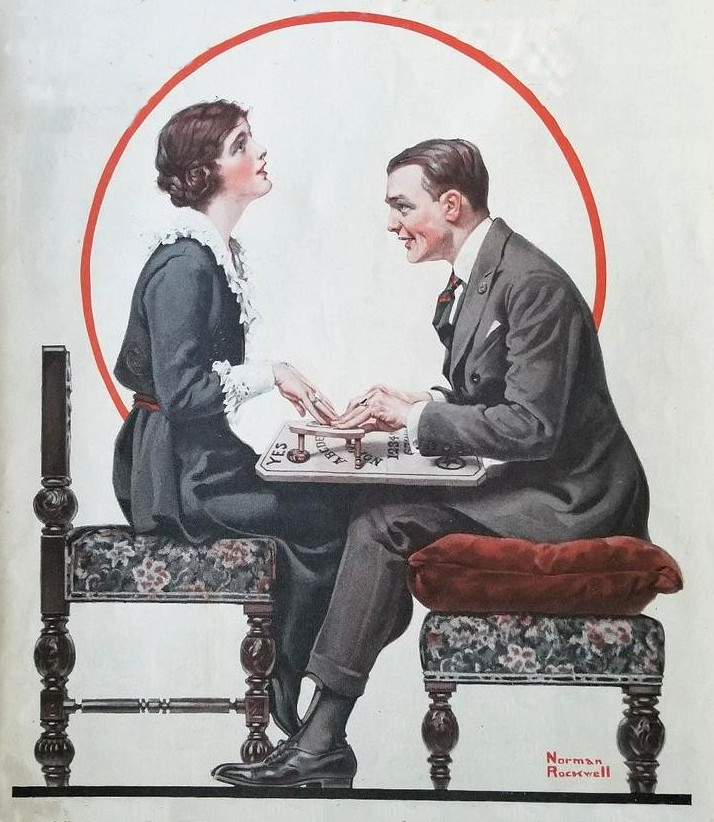
Couverture du magazine The Saturday Evening Post datant de mai 1920 et vantant le lien intime qu'instaure « la planche Ouija ».
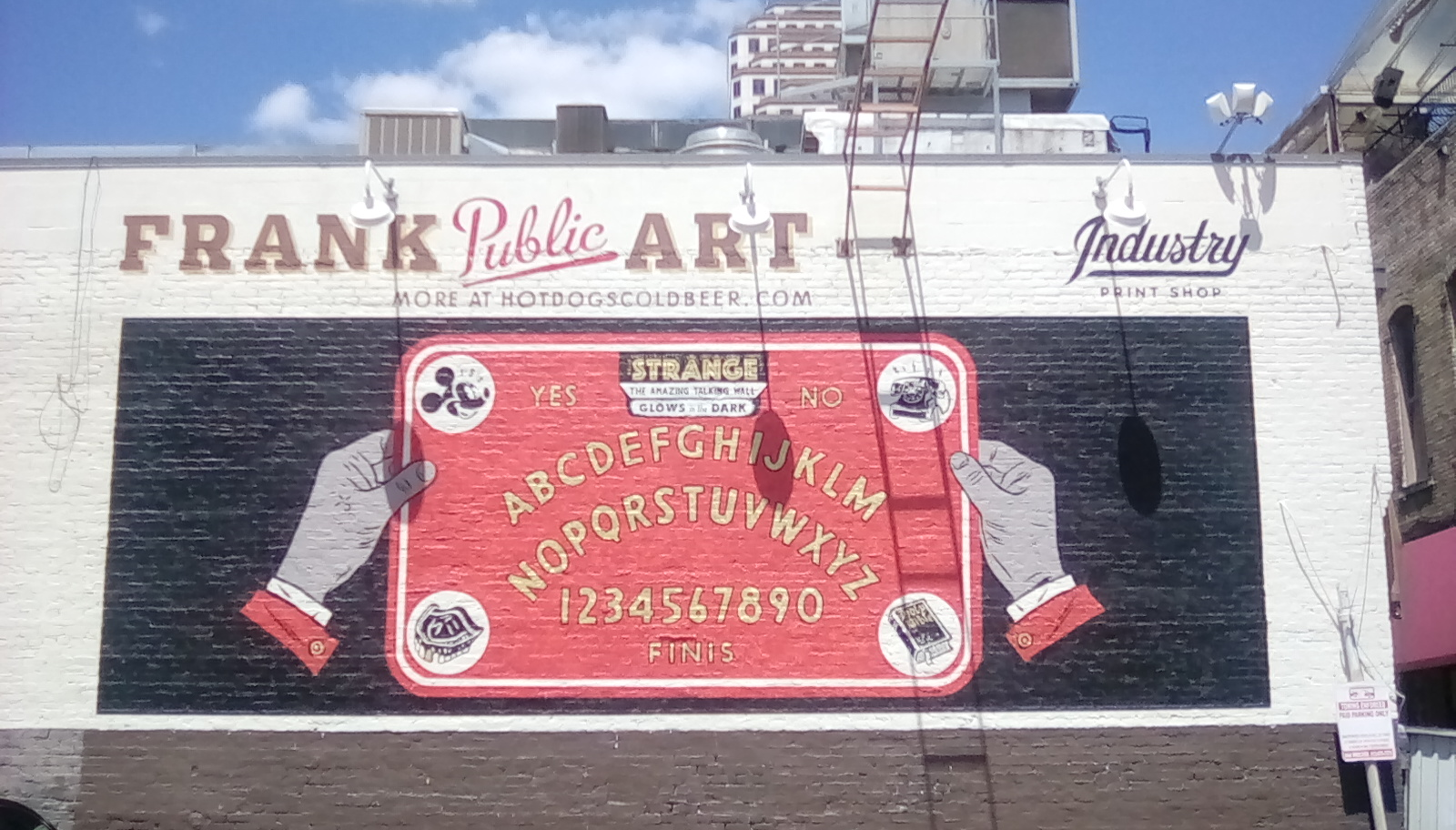
Publicité murale pour la « planche Ouija » à Austin, Texas.